# Adam Joseph Maida
Adam Joseph Maida (East Vandergrift, 18 maart 1930) is een Amerikaans geestelijke en een kardinaal van de Rooms-Katholieke Kerk.
De familie van Adam Maida was van Poolse afkomst. Hij was de oudste van drie broers; zijn broer Thaddeus werd eveneens priester.
Maida werd op 26 maart 1956 priester gewijd. Op 8 november 1983 werd hij benoemd tot bisschop van Green Bay; zijn bisschopswijding vond plaats op 25 januari 1984.
Maida werd op 28 april 1990 benoemd tot aartsbisschop van Detroit; zijn installatie vond plaats op 12 juni 1990. Op 14 juli 2000 werd hij tevens benoemd tot superior van de Kaaimaneilanden, een missiegebied sui iuris.
Tijdens het consistorie van 26 november 1994 werd Maida kardinaal gecreëerd, met de rang van kardinaal-priester. Zijn titelkerk werd de Santi Vitale, Valeria, Gervasio e Protasio. Hij nam deel aan het conclaaf van 2005, dat leidde tot de verkiezing van paus Benedictus XVI. Wegens zijn leeftijd was hij niet stemgerechtigd op het conclaaf van 2013.
Maida ging op 5 januari 2009 met emeritaat.
- International Standard Name Identifier: 0000 0000 2368 2738
- Library of Congress Control Number: n81139563
- Nationale Bibliotheek van Israël: 987007386848605171
- Nederlandse Thesaurus van Auteursnamen: 073018600
- Istituto Centrale per il Catalogo Unico: RAVV340834
- Virtual International Authority File: 72725161
- WorldCat: E39PBJcwDT3W76W9YPMmPDtBT3